# 4-Karboksi-2-hidroksimukonat-6-semialdehid dehidrogenaza
4-Karboksi-2-hidroksimukonat-6-semialdehid dehidrogenaza (EC 1.2.1.45, 2-hidroksi-4-karboksimukonat 6-semialdehidna dehidrogenaza, 4-karboksi-2-hidroksi--mukonat-6-semialdehid:+ oksidoreduktaza, alfa-hidroksi-gama-karboksimukonska epsilon-semialdehidna dehidrogenaza) je enzim sa sistematskim imenom 4-karboksi-2-hidroksi-cis,cis-mukonat-6-semialdehid:+ 6-oksidoreduktaza. Ovaj enzim katalizuje sledeću hemijsku reakciju
4-karboksi-2-hidroksi--mukonat 6-semialdehid + NADP+ +2O {\displaystyle \rightleftharpoons } 4-karboksi-2-hidroksi--mukonat + NADPH + 2 H+
Ovaj enzim ne deluje na nesupstituisane alifatične ili aromatične aldehide ili glukozu. NAD+ može da zameni NADP+, ali tad enzim ima manji afinitet.

## Literatura
- Nicholas C. Price; Lewis Stevens (1999). Fundamentals of Enzymology: The Cell and Molecular Biology of Catalytic Proteins (Third изд.). USA: Oxford University Press. ISBN 019850229X.
- Eric J. Toone (2006). Advances in Enzymology and Related Areas of Molecular Biology, Protein Evolution (Volume 75 изд.). Wiley-Interscience. ISBN 0471205036.
- Branden C; Tooze J. Introduction to Protein Structure. New York, NY: Garland Publishing. ISBN 0-8153-2305-0.
- Irwin H. Segel. Enzyme Kinetics: Behavior and Analysis of Rapid Equilibrium and Steady-State Enzyme Systems (Book 44 изд.). Wiley Classics Library. ISBN 0471303097.

## Spoljašnje veze
- 4-carboxy-2-hydroxymuconate-6-semialdehyde+dehydrogenase на 